# احلال (ذمار)
احلال هي إحدى قرى الجمهورية اليمنية. تتبع جغرافيا لمحافظة ذمار وإداريًا لمديرية ضوران انس. يبلغ تعداد سكانها 3588 نسمة حسب الإحصاء الذي أجري عام 2004.